# Jamal Mixon
Jamal Mixon (Oxnard, 17 de junho de 1983) é um ator, humorista, cantor, dublador e produtor musical afro-americano. Ele é mais conhecido por seu papel como Ernie Klump Jr. no filme The Nutty Professor, e sua sequência, Nutty Professor II: The Klumps.
Outros trabalhos de Mixon incluem a série de televisão Malcolm & Eddie, Moesha,  The Parkers, Good News, The Proud Family e George Lopez. Ele também apareceu nos filmes How to Be a Player (1997), Bulworth (1998), House Party 4: Down to the Last Minute (2001), The Cookout (2004), Gridiron Gang (2006), Paul Blart: Mall Cop (2009), Steppin: The Movie (2009), Zambezia (2012) e White T (2013).